# 千葉県立千葉北高等学校
千葉県立千葉北高等学校（ちばけんりつ ちばきたこうとうがっこう）は、千葉県千葉市稲毛区長沼町にある県立高等学校。

## 設置学科
- 普通科

## 沿革
- 1975年（昭和50年）4月15日 -  男女共学の普通科高校として開校

## 部活動
| 体育系部活動 - 野球 - ソフトボール - サッカー - ラグビー - 女子ソフトテニス - 硬式テニス（男・女） - 弓道 - ワンダーフォーゲル - バドミントン（男・女） - バレーボール（男・女） - バスケットボール（男・女） - 柔道 - 剣道 - 水泳 - 陸上競技 - 卓球 | 文化系部活動 - 美術 - 書道 - 吹奏楽 - 演劇 - 茶道 - 生物 サークル ダンス - 軽音楽 |

## アクセス
| 運行事業者   | 乗車駅                               | 系統・路線     | 下車停留所・徒歩所要時間        |
| ------------ | ------------------------------------ | -------------- | ------------------------------- |
| 京成バス     | 稲毛駅 スポーツセンター駅            | 稲13           | 千葉北高校、徒歩2分             |
| 京成バス     | 稲毛駅 スポーツセンター駅            | 稲11           | 京成団地、徒歩8分               |
| 京成バス     | 稲毛駅 スポーツセンター駅            | 稲01           | 草野車庫、徒歩15分              |
| 京成バス     | 稲毛駅 スポーツセンター駅            | 稲02           | 京葉自動車教習所入口、 徒歩10分 |
| 千葉内陸バス | 京成勝田台駅 2号線スポーツセンター駅 | 勝22           | 京葉自動車教習所入口、徒歩10分  |
| 千葉内陸バス | 総武本線四街道駅                     | Y50 草野車庫行 | 京葉自動車教習所入口、徒歩10分  |

## 著名な卒業生
- 小暮紀一（ガラス工芸作家）
- 鈴木賢一 （ラジオディレクター）
- 高橋範夫（元サッカー選手）
- 千秋（タレント）
- 長谷川朝晴（俳優）
- タンク永井（プロレスラー）
- マリカ（お笑いタレント）
- SeanNorth(ポップスバンド)-メンバー(Lumi、ムーチョ、竹村忠臣、佐々木久夫)、4人共卒業生